# Пима (Аризона)
Пима (енгл. Pima) град је у америчкој савезној држави Аризона. По попису становништва из 2010. у њему је живело 2.387 становника.

## Демографија
Према попису становништва из 2010. у граду је живело 2.387 становника, што је 398 (20,0%) становника више него 2000. године.
| Група             | 2000.         | 2010.         |
| Белци             | 1.554 (78,1%) | 1.815 (76,0%) |
| Афроамериканци    | 3 (0,2%)      | 9 (0,4%)      |
| Азијати           | 2 (0,1%)      | 3 (0,1%)      |
| Хиспаноамериканци | 399 (20,1%)   | 500 (20,9%)   |
| Укупно            | 1.989         | 2.387         |